# Vzhodnoslovansko osebno ime
Pojem vzhodnoslóvanska osébna iména se nanaša na sistem osebnih imen, ki je v veljavi v Rusiji, Belorusiji in Ukrajini, oziroma kot so ga v carski Rusiji in Sovjetski zvezi uveljavili na celotnem ozemlju imperija. Celotno in uradno osebno ime po tem sistemu sestavljajo: ime, patronimik (rusko: otčestvo) in priimek; na primer Aleksander Sergejevič Puškin; Marina Ivanovna Cvetajeva. Trojno imenovanje je obvezno v vsem uradnem poslovanju, z nekaterimi izjemami. Pošta Ruske Federacije se zaradi mednarodnih dogovorov zadovoljuje z imenom, priimkom in naslovom
Trojno osebno ime omogoča razločevanje večjega števila oseb. Za nevajenega pa je zahteven. Isto osebo se v različnih okoliščinah poimenujemo na primer Puškin, Aleksander (Saša), Aleksander Sergejevič, Sergejevič (Sergejič) ali s polnim (trojnim)imenom. Ruski (imperialni) sistem poimenovanja se v različnih stopnjah ohranja v državah-naslednicah tudi po razpadu Sovjetske zveze. 
Vzhodnoslovanski sistem se je razvil iz poimenovanja, ki je iz zgodovine znano pri večini narodov, da so poleg danega imena dodatni označevalec oznaka starša, večinoma očeta - očetovstvo (patronim), redkeje materino ime, matronim. Drug zgodovinski sistem je poimenovanje po kraju rojstva ali bivanja: Leonardo da Vinci (Leonardo iz vasi Vinci). Ta v slovanskem svetu ni pogost.

## Očetovstvo
V ruščini se očetovstvo oblikuje s priponami po naslednjih pravilih:
- iz moških imen po drugi sklanjatvi: za sinove z -ovič/-evič, za hči pa z -ovna/-evna/-ična, glede na končni glas imena, kar nam v slovenščini ni tuje. Primeri: Petróvič, Sergéjevič in Petróvna, Sergéjevna. V primerih, ko se ime konča na -ij se skupina nadomesti z mehkim znakom po vzorcu: Vitalij > Vital'ev, Vital'evna (Виталий > Витальевич, Витальевна).
- iz moških imen po prvi sklanjatvi: za sinove z -ič za hčere z -ična oziroma -inična po vzorcu: Nikita > Nikitičin, Luka > Lukič; ženska oblika pa je glede na poudarek na zadnjem zlogu imena: Nikíta > Nikítična oziroma Luká > Lukínična.

Pravila oblikovanja očetovstva v beloruščini in ukrajinščini so zelo podobna.

## Priimek
Priimki imajo moško in žensko obliko, ki je uradno obvezna. Na primer Marija Aleksandrovna Puškina (hči A. S. Puškina). Izjema so priimki tujega izvora na primer: Evgenija Solomonovna Ginzburg (pisateljica, taboriščnica, disidentka). Prav tako nimajo ženske oblike ruski priimki na -ых (-yh; y označuje tu samoglasnik trdi i, ki ga slovenščina ne pozna) na primer: Серых (Seryh).
Nekateri priimki izvirajo iz pridevnikov. V tem primeru se za žensko uporablja ustrezni pridevnik v ženski obliki: Tolstoj (tolst) - žena Tolstaja (tolsta).

## Problemi praktične rabe trojnih osebnih imen
Polno, trojno ime se uporablja le v uradnih dokumentih ali priložnostih, saj je v vsakdanji rabi dovolj krajša oznaka. V prijateljskem krogu se najpogosteje uporablja samo ime, največkrat skrajšano ali ljubkovalno: Mihail > Miša > Mišenka; Marija > Maša > Mašenka.
V širšem krogu znancev se največkrat uporablja ime in očetovstvo: pesnika Puškina so v ožjem krogu največkrat imenovali Aleksander Sergejevič. To je tudi vljudnostna oblika naslavljanja, priimek se dodaja izjemoma.
Za nevajene je problem izmenljivost priimka in kombinacije ime + očetovstvo, v govoru in v pisani besedi. Tako bo govora o (pisatelju) Dostojevskem, takoj nato o Fjodorju Mihajloviču, pa zopet o Dostojevskem ali pa kar o Mihajloviču (to predvsem v premem govoru). V neformalnih okoljih, na primer med sosedi, je pogosto naslavljanje tudi samo z očetovstvom, ali pa z okrajšavami dvojnega imenovanja, kot na primer: San Sanič (namesto Aleksander Aleksandrovič).